# Dargun
Dargun ist eine amtsfreie Landstadt im Norden des Landkreises Mecklenburgische Seenplatte in Mecklenburg-Vorpommern. Der Ort im Peenetal ist ein Grundzentrum.

## Geografie

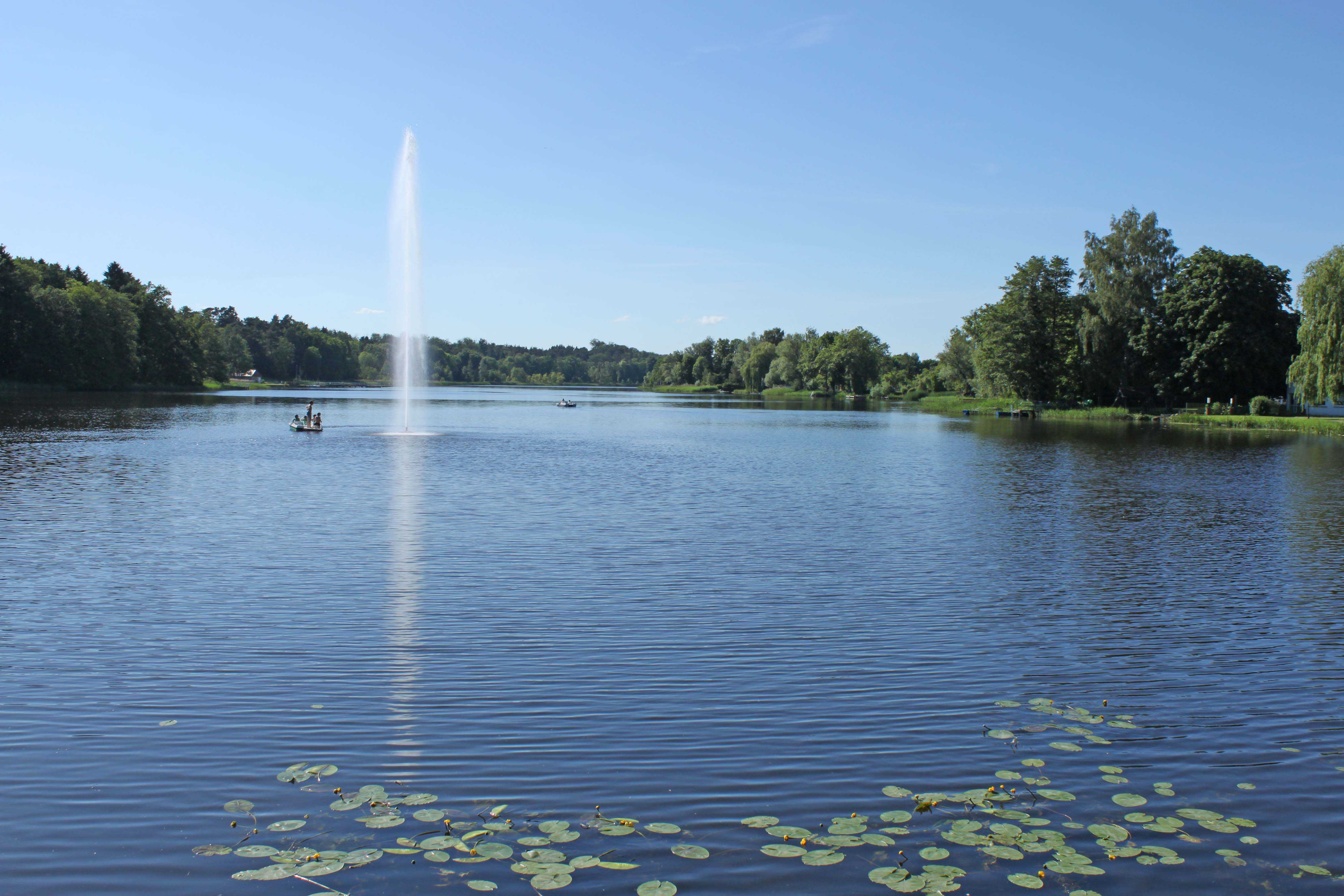
Klostersee

Dargun liegt in einem Seitental der Peene, wenige Kilometer nördlich des Kummerower Sees und der Mecklenburgischen Schweiz. Das durch Eingemeindungen vergrößerte Gemeindegebiet Darguns grenzt im Norden an den Landkreis Vorpommern-Rügen und im Westen an den Landkreis Rostock. Die Gemarkung reicht vom Trebelufer bis zur fast auf Meeresspiegelhöhe liegenden Peene. Die Hügel der Umgebung erreichen ca. 40 m ü. NHN. Dargun liegt am Nordrand des Naturparks Mecklenburgische Schweiz und Kummerower See.

### Nachbargemeinden
Nachbargemeinden (im Uhrzeigersinn) sind Grammendorf, Nossendorf, Warrenzin, Verchen, Stadt Neukalen, Altkalen, Finkenthal und Behren-Lübchin.

### Stadtgliederung
Zur Stadt Dargun gehören folgende Ortsteile:
|                             |                    |  |
| - Brudersdorf - Stubbendorf | - Wagun - Zarnekow |  |

Wohnplätze der Stadt sind:
|                                          |                                                      |                                             |                |
| - Aalbude - Altbauhof - Barlin - Darbein | - Dörgelin - Glasow - Groß Methling - Klein Methling | - Kützerhof - Lehnenhof - Remershof - Levin | - Schwarzenhof |

## Geschichte

### Name
Der Name Dargun ist elbslawischer Herkunft, die Grundform lautete ursprünglich *Dargunj oder verkürzt *Dargun' . Diese geht auf den elbslawischen Personennamen *Dargun zurück, Kurzform zu Namen wie z. B. Dargomer.

### Altertum
Die steinzeitliche Kultanlage von Dargun wurde 2013 entdeckt.

### Mittelalter
Nahe dem späteren Dorf Röcknitz entstand, wahrscheinlich in der Zeit zwischen dem 7. und dem 10. Jahrhundert, eine 1171 erwähnte elbslawische Burgsiedlung mit Burg, Wall und Wallgraben, die dann von den Dänen zerstört wurde. 1216 wurde der Name Rokitnitze und 1219 Rokenitze genannt. Die elbslawische Grundform Rokytnica geht auf den Flurnamen Rokytina mit der Bedeutung Weidenbüsche zurück (elbslawisch rokyta: Weide), die am Röcknitz-Bach (1174 rivulus [lat. kleiner Bach] Rokenize) sehr wahrscheinlich standen. Nahe Wagun befand sich zu dieser Zeit die heutige Wüstung Clubuchziz, nahe Dargun die heutige Wüstung Coueniz.
In der Nähe der Burg entstand ab 1172 eine Zisterzienserabtei, zunächst als eine Filia des Klosters Esrom. 1173 wurde die erste Altarweihe durch Bischof Berno von Schwerin vorgenommen. Um 1200 siedelte nach einer ersten Zerstörung der Konvent nach Eldena über. Die Neubesetzung erfolgte dann 1209 vom Kloster Doberan aus. 1236 fiel das Kloster an Mecklenburg, und 1242 wurde ihm die Marktgerechtigkeit verliehen. Die Klosterkirche St. Marien – heute eine Ruine – entstand vom 13. bis zum 15. Jahrhundert als gotische Backsteinkirche.

### 1500 bis 1700
1552 wurde das Kloster säkularisiert und war Nebenresidenz des Herzogs Ulrich von Mecklenburg und seiner Nachfahren. Die Klosteranlage wurde ab 1590 zunächst als Jagdschloss und später zur Nebenresidenz im Stil der Renaissance umgebaut. Im Dreißigjährigen Krieg wurde das Schloss erheblich zerstört.
Nach 1657 wurde es von Charles Philippe Dieussart zu einem dreigeschossigen Bau mit Ecktürmen und Arkaden im Innenhof umgestaltet. Auch der Teepavillon im neugestalteten Park und das Gelbe Tor stammen von diesem Baumeister.

### 18. und 19. Jahrhundert
Eine Blüte erlebte das Schloss von 1720 bis 1756 unter Prinzessin Augusta, der jüngsten Tochter Herzog Gustav-Adolfs zu Mecklenburg-Güstrow, die 1720 das Amt Dargun als Apanage erhielt. Sie war für ihre Frömmigkeit pietistischer Prägung und ihren Einsatz für den Glauben bekannt und förderte die Bildung und das Gesundheitswesen im Bereich Dargun. Augusta schuf durch den Einsatz sogenannter „Zugehfrauen“ eine Vorstufe der späteren Gemeindeschwester.
Bereits im 18. Jahrhundert siedelten sich Juden im Ort an, sie errichteten einen jüdischen Friedhof, der bis 1923 genutzt wurde. Er wurde in der Zeit des Nationalsozialismus zerstört und erst 1963 wiederhergestellt.
Dargun war ein Marktflecken im gleichnamigen Dominialamt innerhalb der Herrschaft Rostock des Großherzogtums Mecklenburg-Schwerin. Über den schiffbaren Darguner Kanal gab es eine Verbindung zur Peene und damit zum Kummerower See. 1851 erfolgte die Vereinigung mit dem Dorf Röcknitz. 1865 wurde das Gebäude für die Landdrostei Dargun gebaut. Neben Post- und Telegraphenamt waren eine Forstinspektion, ein Amtsgericht, zwei Kirchen, eine Industrieschule, einen Vorschussverein, zwei Mühlen und eine Dampfmolkerei entstanden. Der Ort wurde als Luftkurort besucht.

### Neuere Zeit

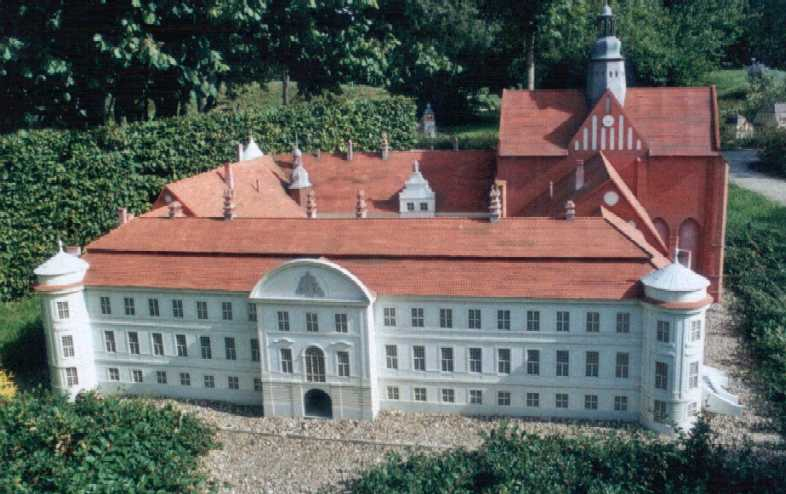
Schloss und Klosterkirche (Modell)

1907 erhielt Dargun Anschluss an die Bahnstrecke Malchin–Dargun. Erst 1938 erhielt Dargun das Stadtrecht.
In den letzten Kriegstagen 1945, nach Einmarsch der Roten Armee, fiel der gesamte Schlosskomplex mit Schlosskirche (ehemalige Klosterkirche, evangelisches Gotteshaus) einer Brandstiftung durch sowjetische Soldaten zum Opfer. Der Abbruch der Ruinen konnte verhindert werden. In den 1950er Jahren wurden jedoch Steine und wertvolle Verzierungen entwendet. Seit nach 1945 war bis 1995 in der Landdrostei das Alte Rathaus. 1979 erfolgte die Eintragung des gesamten Komplexes von früherem Schloss und Schlosskirche in die Denkmalliste der DDR. Seit den 1980er Jahren engagierten sich Bürger für die Erhaltung und Sicherung der Ruinen. 1991 gründete sich ein Förderverein. Die Deutsche Stiftung Denkmalschutz und andere Institutionen ermöglichten die Sicherung der Mauern und den Ausbau des Mittelrisalits im Westflügel mit Schaffung von Raum für die Stadtinformation, die Stadtbibliothek und das Archiv.
1963 entstand hinter dem Sportplatz eine zweigeschossige Schule mit zehn Klassenräumen. 1973 wurde in Plattenbauweise ein zweiter Schulneubau für 13 Klassenräume errichtet.
Der Kern von Dargun mit seinen dörflichen Straßen wurde im Rahmen der Städtebauförderung seit 1991 grundlegend saniert. Dabei wurde auch der Wiederaufbau des Schlosses in Angriff genommen. 1996 wurde das Museum im ehemaligen Herbergsgebäude des Klosters eröffnet.
Von 1952 bis 1994 gehörte Dargun zum Kreis Malchin (bis 1990 im DDR-Bezirk Neubrandenburg, danach im Land Mecklenburg-Vorpommern). 1994 wurde die Stadt in den Landkreis Demmin eingegliedert. Seit der Kreisgebietsreform 2011 liegt die Stadt im Landkreis Mecklenburgische Seenplatte.

### Geschichte der Ortsteile und Wohnplätze
Aalbude befand sich im 14. Jahrhundert auf einer Insel, die im Westen von der heute zugeschütteten und verlandeten Achterpeene umflossen wurde. 1997 entstand der Wasserwanderrastplatz.
Brudersdorf: Die neugotische Kirche stammt von 1863/66.
Glasow wurde erstmals 1216 urkundlich erwähnt. Der Name bedeutet Ort auf steinigem Boden. Glasow gehörte im 13. Jahrhundert zum Kloster Dargun. Das niederdeutsche Hallenhaus stammt aus dem 17. Jahrhundert.
Groß Methling: Die neugotische Kirche stammt von 1891.
Levin: Die spätromanische zweijochige Johanniskirche aus Feldstein mit eingezogenem quadratischen Chor wurde bis 1256 erbaut. Der quadratische Westturm, unten aus Feldstein und oben aus Backstein, stammt aus dem 15. Jahrhundert.
Röcknitz war im 16. Jahrhundert ein Burgflecken und im 17. Jahrhundert ein Städtchen. Eine zwei Kilometer lange Straße verband das Dorf mit dem Schloss als Endpunkt. 1854 wurde Röcknitz als Dargun amtlich erwähnt, und 1875 wurden Dorf- und Schlosssiedlung eine Gemeinde.
Schwarzenhof: Das Gutshaus entstand um 1850, wurde um 1904 umgebaut und nach 2004 saniert.
Stubbendorf wurde 2004 nach Dargun eingemeindet.
Wagun war ein Gutsdorf. 1937 war das Gut 552 Hektar groß. Das Gutshaus stammt aus der zweiten Hälfte des 19. Jahrhunderts. Es war nach 1945 Wohnhaus, Kindergarten, Schule und Sitz des Gemeinderats. Heute befindet sich hier u. a. eine kleine Kunstwerkstatt.

### Eingemeindungen
Am 1. Juli 1950 wurde die bis dahin eigenständige Gemeinde Altbauhof eingegliedert. Am 1. Januar 1951 wurden Barlin, Dörgelin, Glasow und Neubauhof eingemeindet. Der Ortsteil Lehnenhof der damals aufgelösten Gemeinde Darbein kam am selben Tag hinzu. Aus dem ehemaligen Amt Dargun wurden am 13. Juni 2004 die Gemeinden Brudersdorf, Stubbendorf, Wagun und Zarnekow in die Stadt eingegliedert und das Amt aufgelöst.

## Bevölkerung
| Jahr | Einwohner |
| ---- | --------- |
| 1880 | 2278      |
| 1890 | 2206      |

| Jahr | Einwohner |
| ---- | --------- |
| 1990 | 4201      |
| 1995 | 4001      |
| 2000 | 3830      |
| 2005 | 5097      |
| 2010 | 4621      |
| 2015 | 4436      |

| Jahr | Einwohner |
| ---- | --------- |
| 2020 | 4331      |
| 2021 | 4334      |
| 2022 | 4371      |
| 2023 | 4318      |

Stand: 31. Dezember des jeweiligen Jahres
Der starke Anstieg der Einwohnerzahl zwischen 2000 und 2005 ist auf die Eingemeindung von vier Orten von 2004 zurückzuführen.

## Politik

### Stadtvertretung
- WGDO: 3
- Linke: 3
- AfD: 3
- SPD: 2
- WVD: 2
- CDU: 2

Die Stadtvertretung ist die kommunale Volksvertretung der Stadt Dargun. Sie besteht aus 15 Mitgliedern, über ihre Zusammensetzung entscheiden die Bürger alle fünf Jahre. Die Kommunalwahl am 9. Juni 2024 führte bei einer Wahlbeteiligung von 67,7 % zu folgendem Ergebnis:
| Partei / Wählergruppe                        | Stimmenanteil 2019 | Sitze 2019 |  | Stimmenanteil 2024 | Sitze 2024 |
| -------------------------------------------- | ------------------ | ---------- |  | ------------------ | ---------- |
| Wählergemeinschaft Darguner Ortsteile (WGDO) | 21,9 %             | 3          |  | 20,4 %             | 3          |
| Die Linke                                    | 13,3 %             | 2          |  | 18,9 %             | 3          |
| AfD                                          | 07,8 %             | 1          |  | 18,1 %             | 3          |
| SPD                                          | 20,3 %             | 3          |  | 16,4 %             | 2          |
| Wählervereinigung Dargun (WVD)               | 13,2 %             | 2          |  | 14,8 %             | 2          |
| CDU                                          | 13,5 %             | 2          |  | 10,4 %             | 2          |
| Einzelbewerber Robby Noland                  | –                  | –          |  | 01,0 %             | –          |
| Einzelbewerberin Susan Schwebke              | 10,1 %             | 1          |  | –                  |            |
| Insgesamt                                    | 100 %              | 14         |  | 100 %              | 15         |

Bei der Wahl 2019 entfielen auf Susan Schwebke zwei Sitze. Daher blieb in der Stadtvertretung ein Sitz unbesetzt.

### Bürgermeister
- 1921–1933: Friedrich Karl Decker (Obervorsteher) (SPD)[6]
- Mai 1945–Oktober 1945: Friedrich Karl Decker (SPD)
- 1990–2002: Hartmut Claassen (WVD)
- 2002–2016: Karl-Heinz Graupmann (Die Linke)
- 2016–2024: Sirko Wellnitz (parteilos)
- seit 2024: Jana Böttcher (parteilos)

Wellnitz wurde in der Bürgermeisterstichwahl am 18. September 2016 mit 61,8 Prozent der gültigen Stimmen gewählt. In der Bürgermeisterstichwahl am 23. Juni 2024 wurde Jana Böttcher mit 65,4 Prozent der gültigen Stimmen zu seiner Nachfolgerin gewählt. Ihre Amtszeit beträgt acht Jahre. Sie tritt ihr Amt am 1. Dezember 2024 an.

### Wappen
| Wappen der Stadt Dargun | Blasonierung: „Halb gespalten und geteilt; oben: vorn in Gold ein hersehender, golden gekrönter schwarzer Stierkopf mit aufgerissenem roten Maul, silbernen Zähnen, ausgeschlagener roter Zunge, in sieben Spitzen abgerissenem Halsfell und silbernen Hörnern; hinten in Silber ein aufgerichteter, golden bewehrter roter Greif; unten in Blau ein querrechter goldener Abtsstab.“ |
| Wappen der Stadt Dargun | Wappenbegründung: In dem Wappen erinnert der Abtsstab an das von den pommerschen Fürsten gestiftete Zisterzienserkloster, den eigentlichen Ursprung und Kern des Ortes. Während der rote Greif die pommersche Landeshoheit über dieses Gebiet bis 1236 bzw. 1291 symbolisiert, soll mit dem Stierkopf als kleines landesherrliches Symbol des mecklenburgischen Herrscherhauses die spätere Zugehörigkeit zum Herzogtum, ab 1815 Großherzogtum Mecklenburg-Schwerin gekennzeichnet werden. Das Wappen wurde am 9. November 1875 von Großherzog Friedrich Franz II. von Mecklenburg-Schwerin verliehen, 1998 neu gezeichnet und unter der Nr. 166 der Wappenrolle des Landes Mecklenburg-Vorpommern registriert. |

Historisches Wappen
| Wappen der Stadt Dargun 1939–1945 | Blasonierung: „Geteilt; oben in Silber ein wachsender roter Greif, unten in Blau drei silberne Treuerunen übereinander.“ |
| Wappen der Stadt Dargun 1939–1945 | Wappenbegründung: Das Wappen verlor schon bald nach dem Ende des Zweiten Weltkrieges seine Gültigkeit. Das Wappen wurde von dem Heraldiker Hans Herbert Schweitzer gestaltet und am 30. September 1939 durch den Reichsstatthalter in Mecklenburg verliehen. |

### Flagge
Die Flagge wurde am 25. Juni 1998 durch das Ministerium des Innern genehmigt.
Die Flagge ist Blau – Gelb (1:1) längs gestreift. In der Mitte des Flaggentuchs liegt, auf jeweils zwei Drittel der Höhe des blauen und des gelben Streifens übergreifend, das Stadtwappen. Die Höhe des Flaggentuchs verhält sich zur Länge wie 3:5.

### Dienstsiegel
Das Dienstsiegel zeigt das Wappen der Stadt mit der Umschrift STADT DARGUN.

### Partnerstädte
- Hohenlockstedt in Schleswig-Holstein
- Skælskør in Dänemark
- Karlino (Körlin an der Persante) in Polen

### Partnerschaften
- 5. Kompanie des Stabs- und Fernmeldebataillons 801 der Bundeswehr in Neubrandenburg (2002–2014)[21]
- 3. Kompanie des Fernmeldebataillons 801 der Bundeswehr (2014–2016)

## Sehenswürdigkeiten

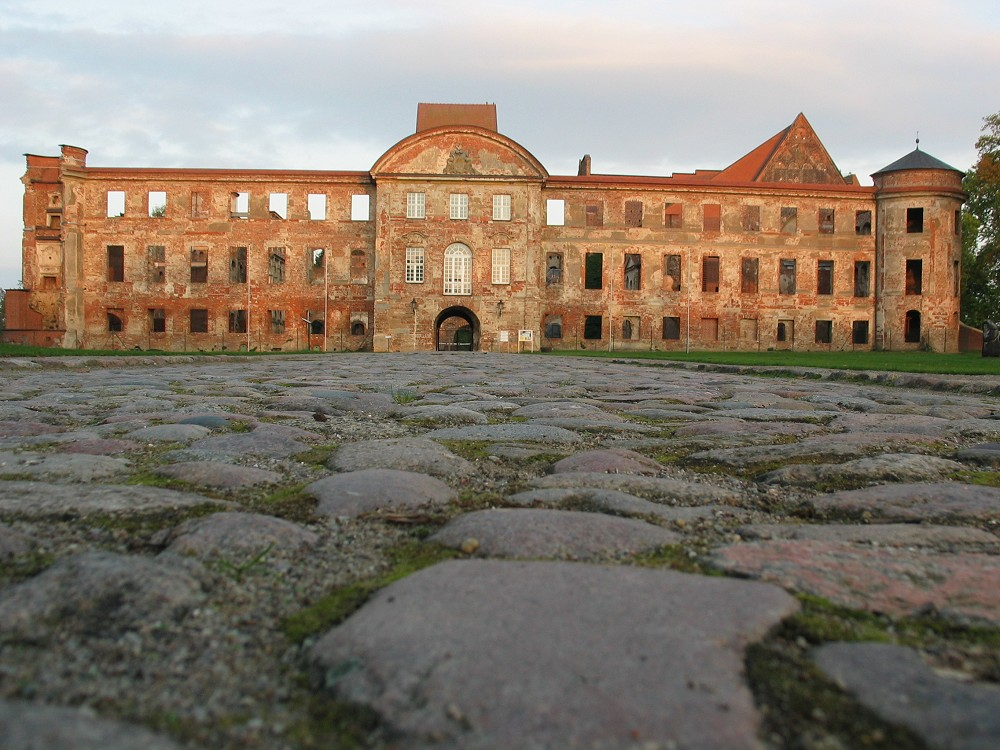
Ruine von Schloss Dargun und Klosterkirche

- Schloss Dargun mit der ehemaligen Klosterkirche, aus einem Zisterzienserkloster hervorgegangen. Es wurde 1945 durch Brandstiftung zerstört. Baumaßnahmen zum Erhalt der Ruine und der teilweisen Neunutzung haben begonnen. Das Schloss war Nebenresidenz der Güstrower Herzöge aus dem Kloster entstanden und ist im 18. Jahrhundert als Apanage an Prinzessin Augusta, eine Tochter des letzten Mecklenburg-Güstrowschen Herrschaftshauses, gegangen. Im 19. Jahrhundert wurde es die erste Ackerbauschule Mecklenburgs und hatte Bestand bis Mai 1945.
- Klosterkirche Sankt Marien mit ehemals vielen Kunstschätzen. Die Arp-Schnitger-Orgel mit 23 Registern auf zwei Manualen und Pedal stammte von 1700, wurde 1911 vom Orgelbauer Carl Börger aus Rostock-Gehlsdorf völlig umgebaut und verlor nahezu ihre gesamte historische Substanz. 1945 war von der Originalsubstanz bis auf den Prospekt nichts mehr erhalten. 1989/90 wurde die Kirchenruine gesichert und das Langhaus überdacht. Es wird wieder für Gottesdienste und kulturelle Veranstaltungen genutzt. Gegen Chor und Querhaus ist das Langhaus durch eine Glaswand abgetrennt.

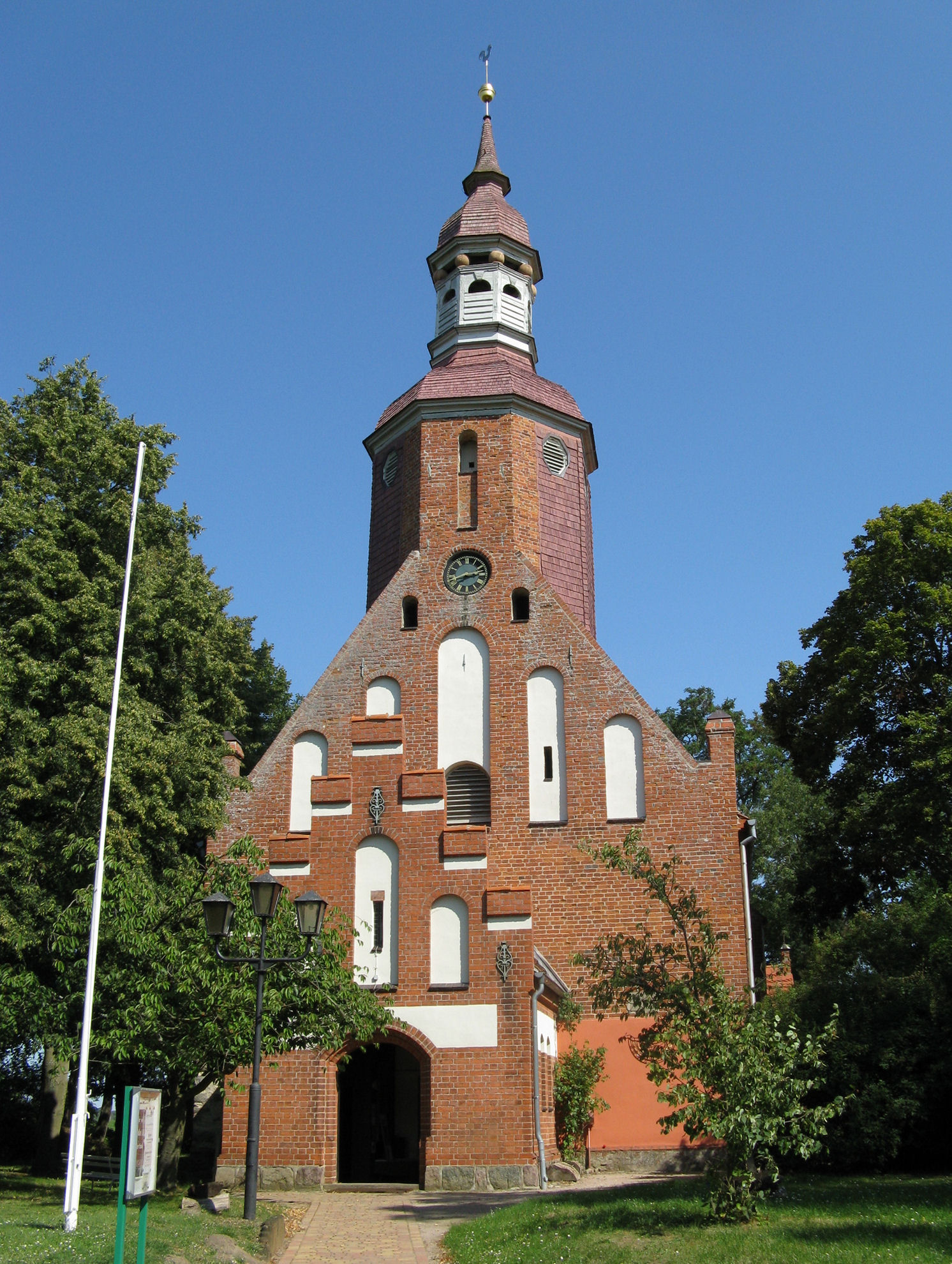
Pfarrkirche

- Pfarrkirche Dargun, früher Dorfkirche Röcknitz, die zu Beginn des 19. Jahrhunderts mit der Schlosssiedlung und der sogenannten „Neubaute“ zum Flecken zusammenwuchs. Eine Kirche wurde zum ersten Mal 1178 von Bischof Berno erwähnt. Sie war ursprünglich ein gotischer Feldsteinbau aus dem 13. Jahrhundert. Sie wurde 1753 und die Vorhalle 1861 in Ziegelbauweise erneuert. Der Altar ist ein spätgotisches Triptychon mit bemalten Flügelaußenseiten und filigranen Schnitzereien (Kreuzigungsgruppe und Aposteldarstellungen) im Innenbereich. Die Orgel von 1860 baute Friedrich Hermann Lütkemüller aus Wittstock, sie wurde 1995 restauriert.

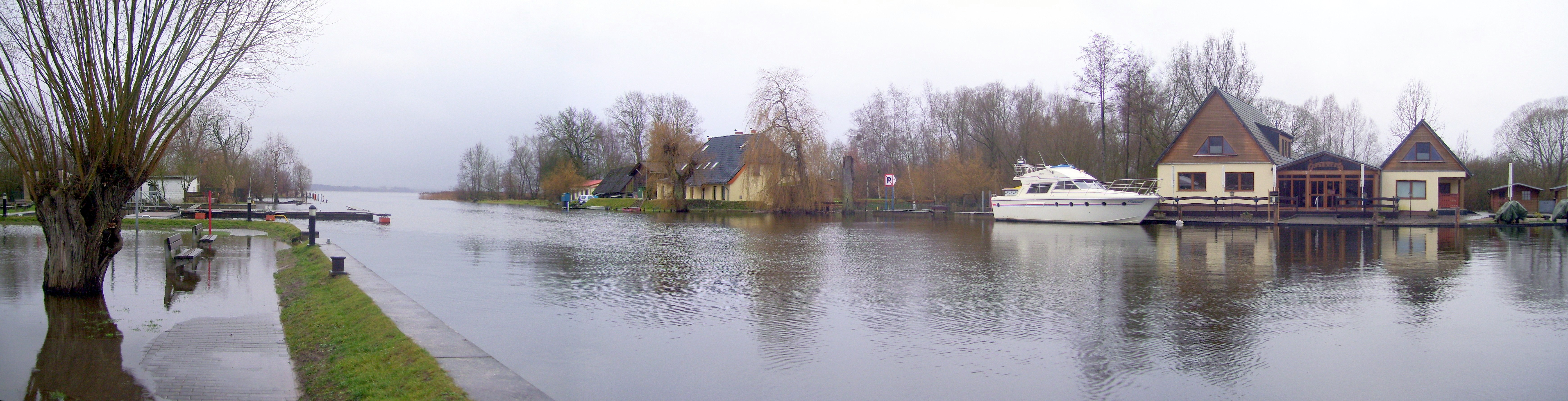
Ortsteil Aalbude an der Peene

- Katholische Kapelle von 1998 im neuen Gemeindehaus
- Evangelisch-Freikirchliche Gemeinde (Baptisten) in der Schloßstraße 58
- Jüdischer Friedhof nahe dem Gelände einer früheren slawischen Burg im Wald nordwestlich von Dargun. Ein Gedenkstein von 1963 erinnert an die Opfer der Shoa.
- Heimatmuseum Dargun beim Schloss (ehemaliges Gästehaus aus dem 14. Jh.)[22]
- Ehemalige Landdrostei von 1865 bzw. Altes Rathaus, Platz des Friedens 8
- Rathaus Dargun, davor Brunnen von 2000 mit  Bronzefigur von Günther Kaden
- Wohngebäude und Haustüren wie Amtsstraße 2, Schlossstraße 28 und 58
- Denkmal Mönche in Dargun auf dem Platz des Friedens von Günther Kaden (1999)
- Bahnhofsgebäude von 1907
- Klostersee mit Bademöglichkeit und Eisenbahn-Draisinen-Ausleihstation an der stillgelegten Bahnstrecke Malchin–Dargun
- Brudersdorf: Neugotische Kirche von 1863/66 als Feldsteinbau auf einem rechteckigen Grundriss mit polygonalem Chorschluss, Lütkemueller-Orgel von 1865
- Groß Methling: Neugotische Kirche aus roten Backsteinen von 1891 nach Plänen von Gotthilf Ludwig Möckel mit schlichten Gewölbeausmalungen, Orgel von F. H. Lütkemueller (1859)
- Kützerhof: Gutshaus als eingeschossiger Fachwerkbau
- Levin: Spätromanische Johanniskirche von 1256 aus Feldstein mit eingezogenem Chor und quadratischem Westturm aus Feldstein und Backstein aus dem 15. Jahrhundert, Orgel von Heinrich Rasche von 1743, Innenausmalung von 1885, daneben das Pfarrhaus von 1750
- Schwarzenhof: Gutshaus von um 1850, Umbau 1904, heute Ferienanlage
- Stubbendorf: Europäische Kooperative Longo maï im Hof Ulenkrug.[23] Ralph Giordano widmete seinem Besuch auf dem Anwesen ein Kapitel in seinem Buch Deutschlandreise.
- Wohnhaus Schloßstraße 71

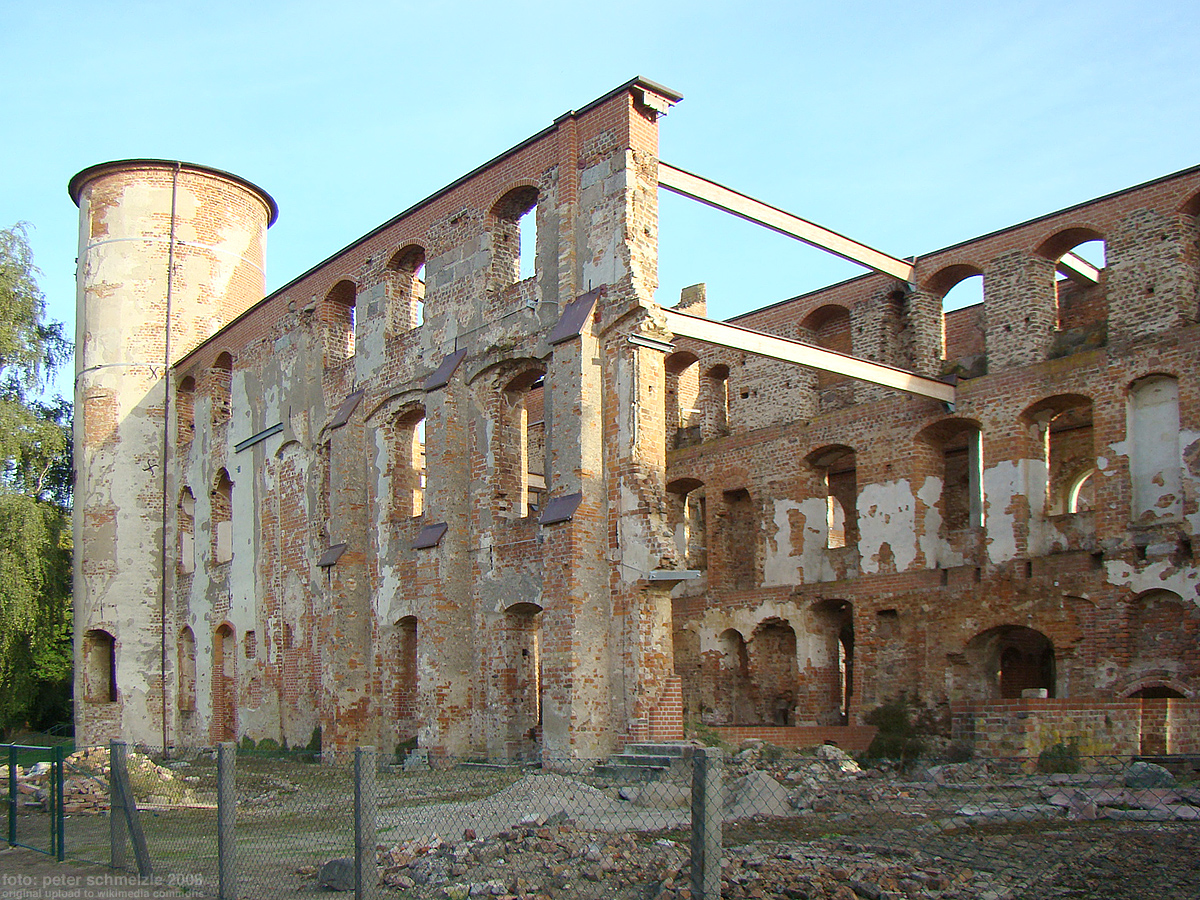
Schlossruine
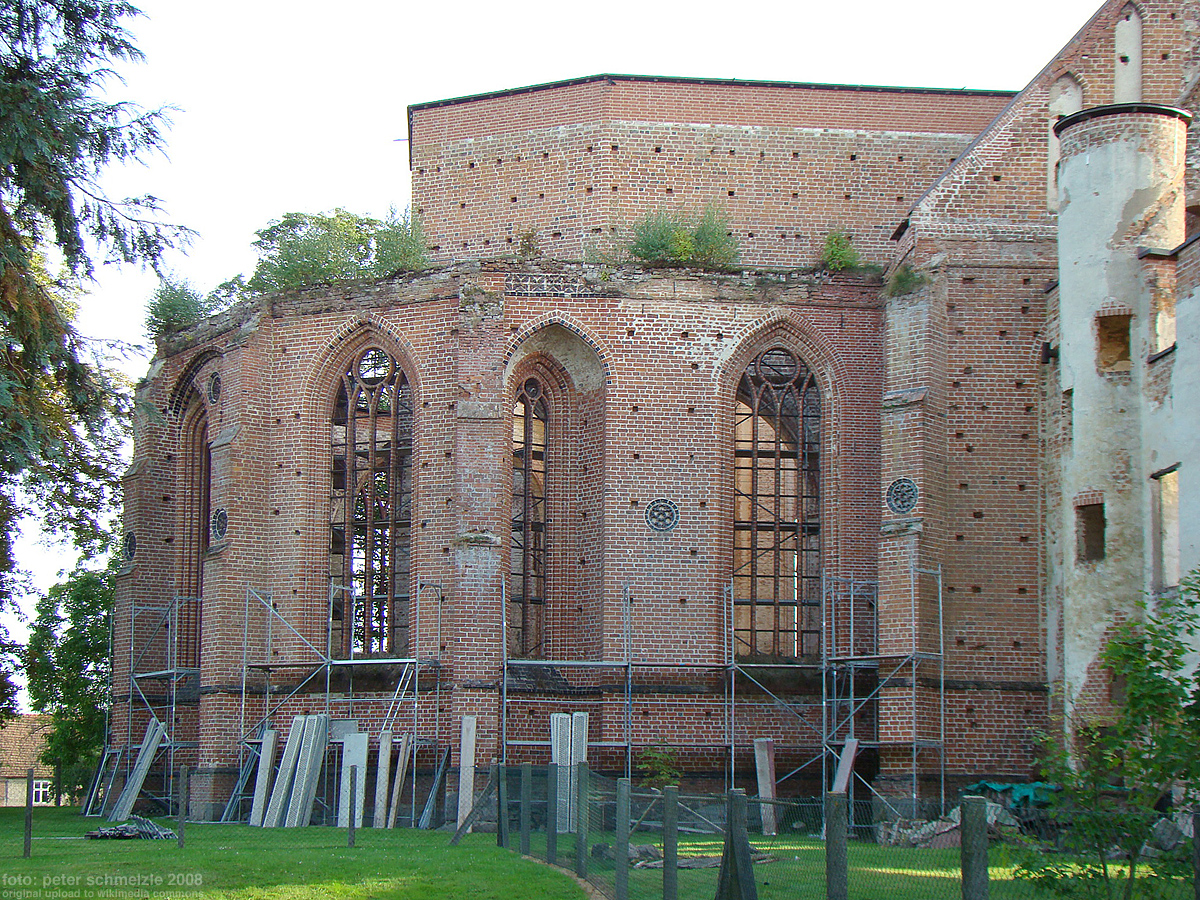
Klosterkirche
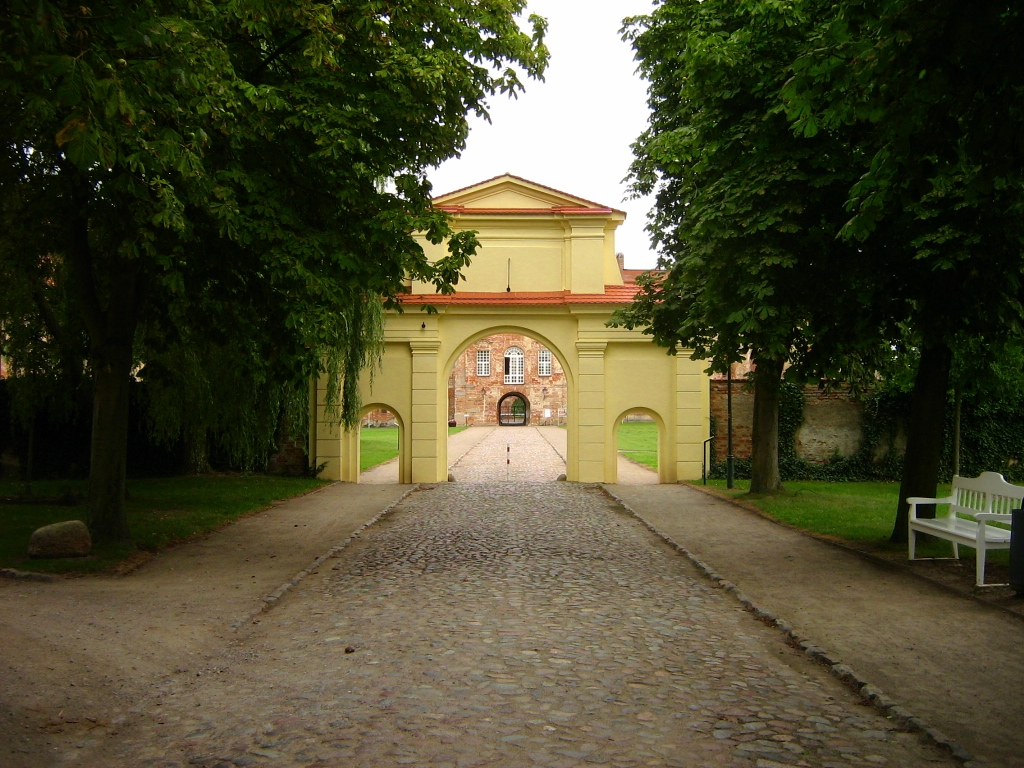
Gelbes Tor und Schloss
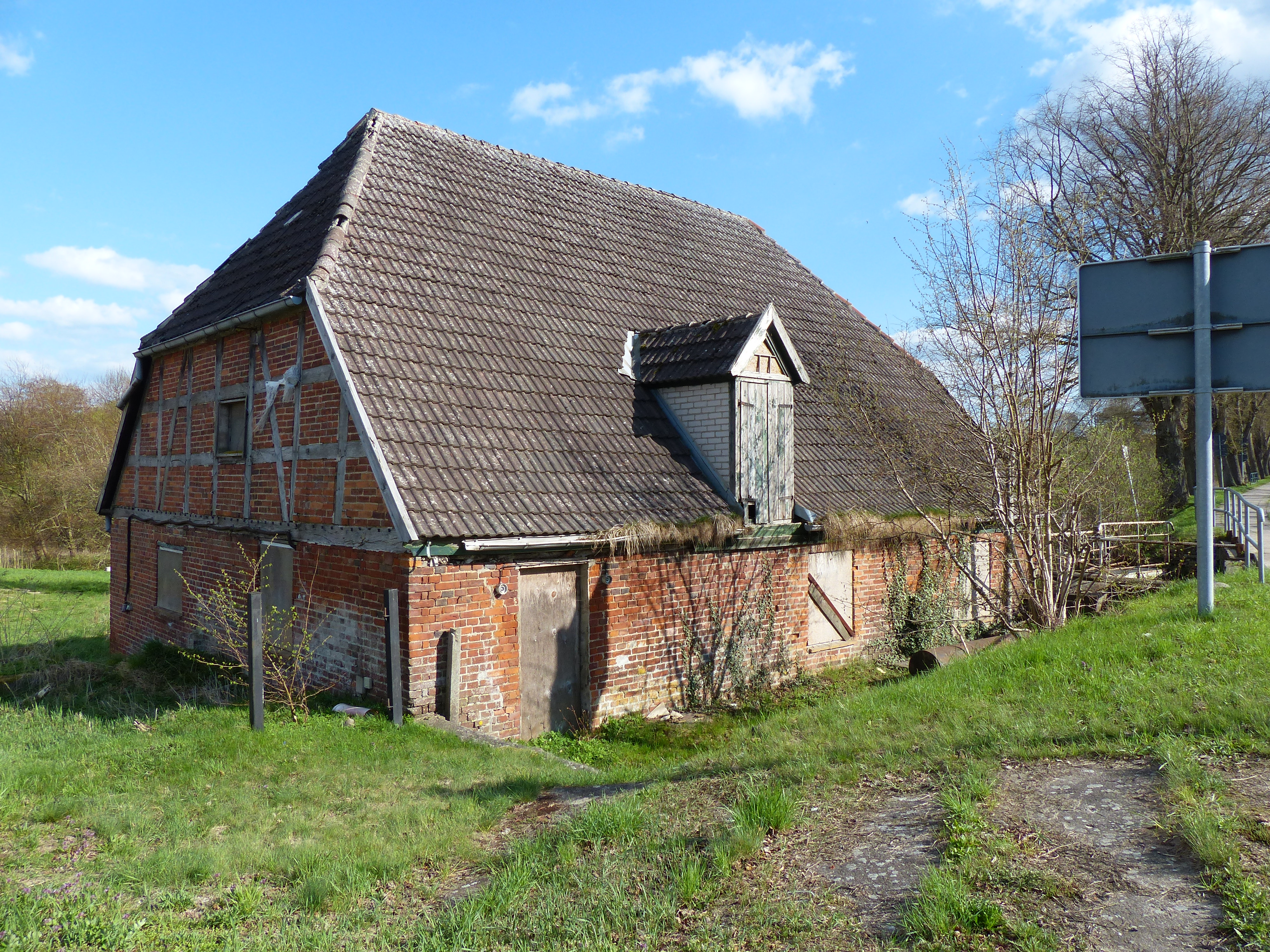
Wassermühle am Klosterdamm
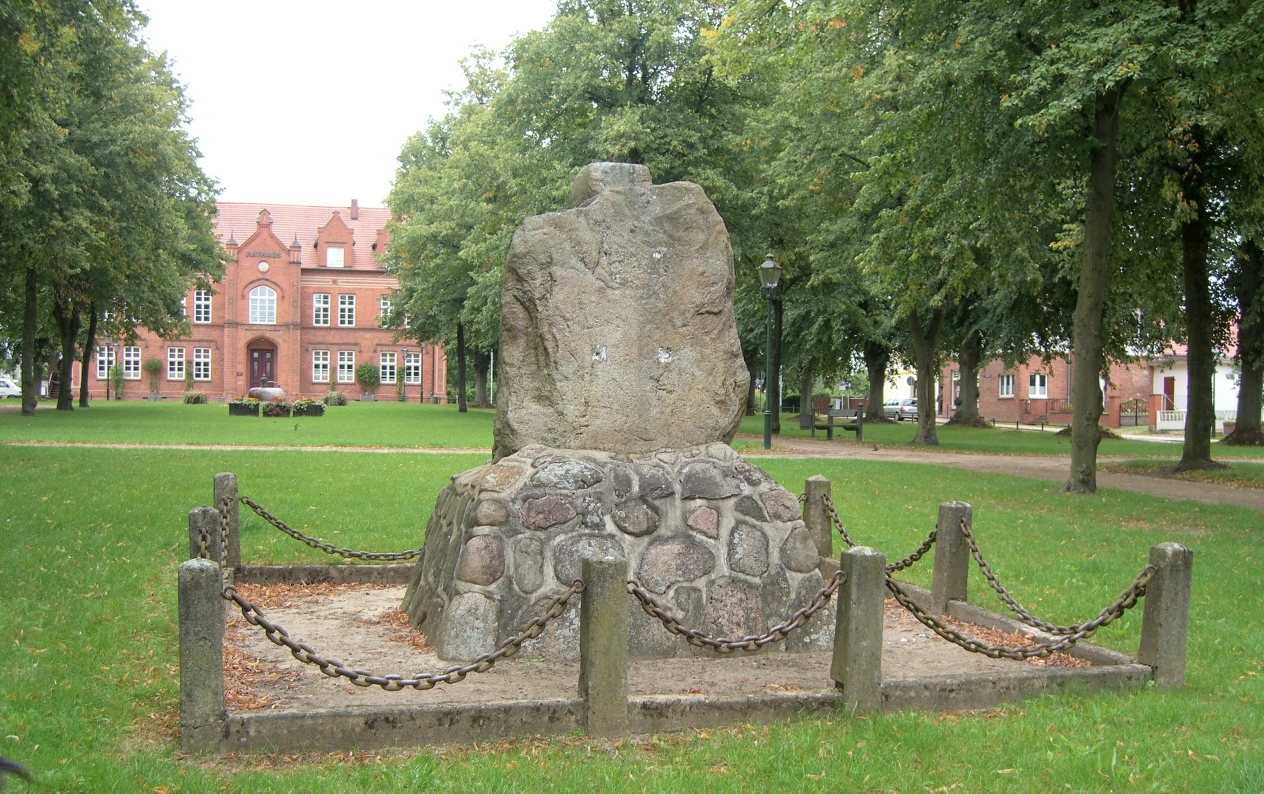
Kriegerdenkmal 1870–71 und Rathaus
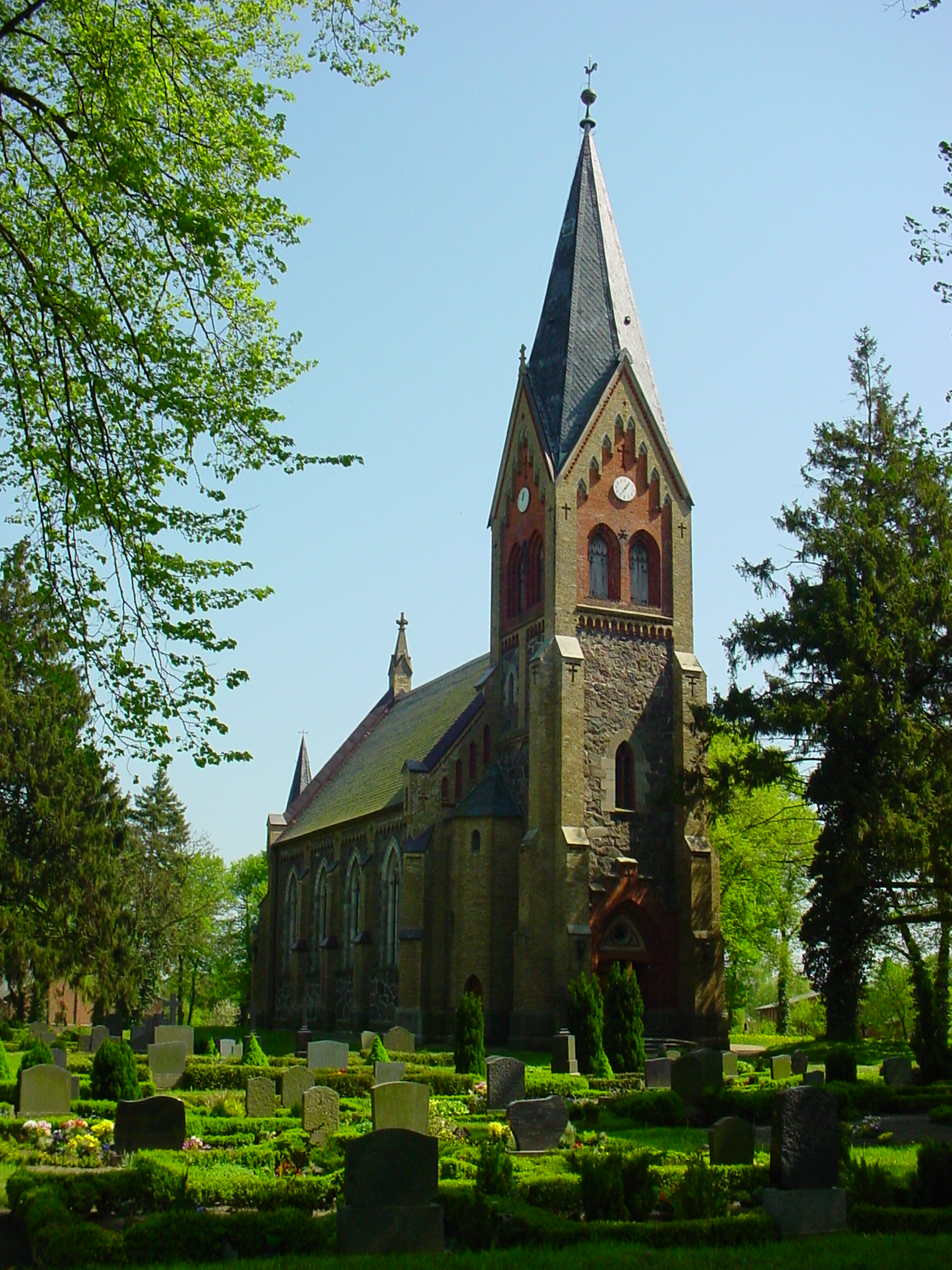
Kirche Brudersdorf
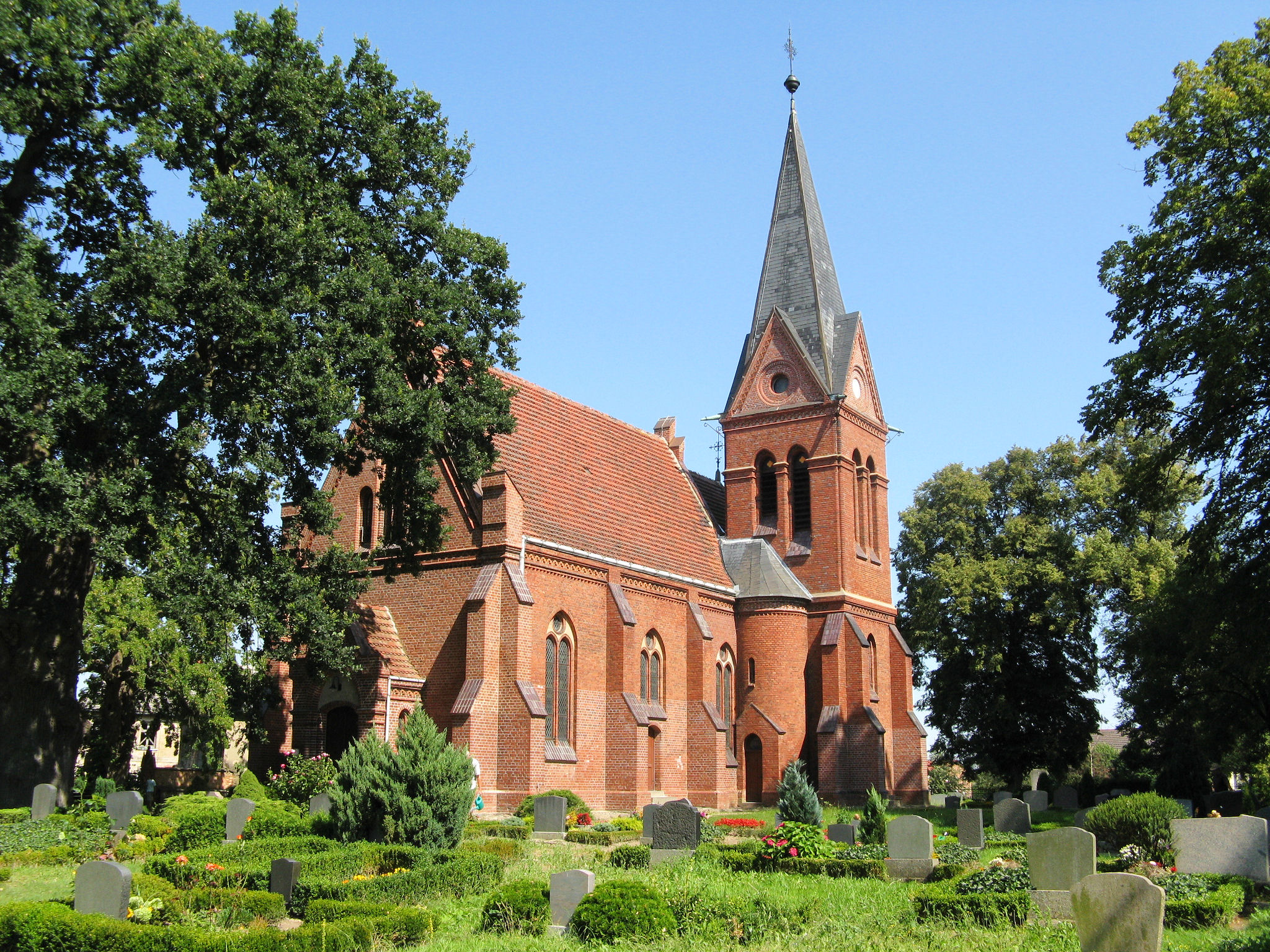
Kirche Groß Methling

## Wirtschaft und Infrastruktur

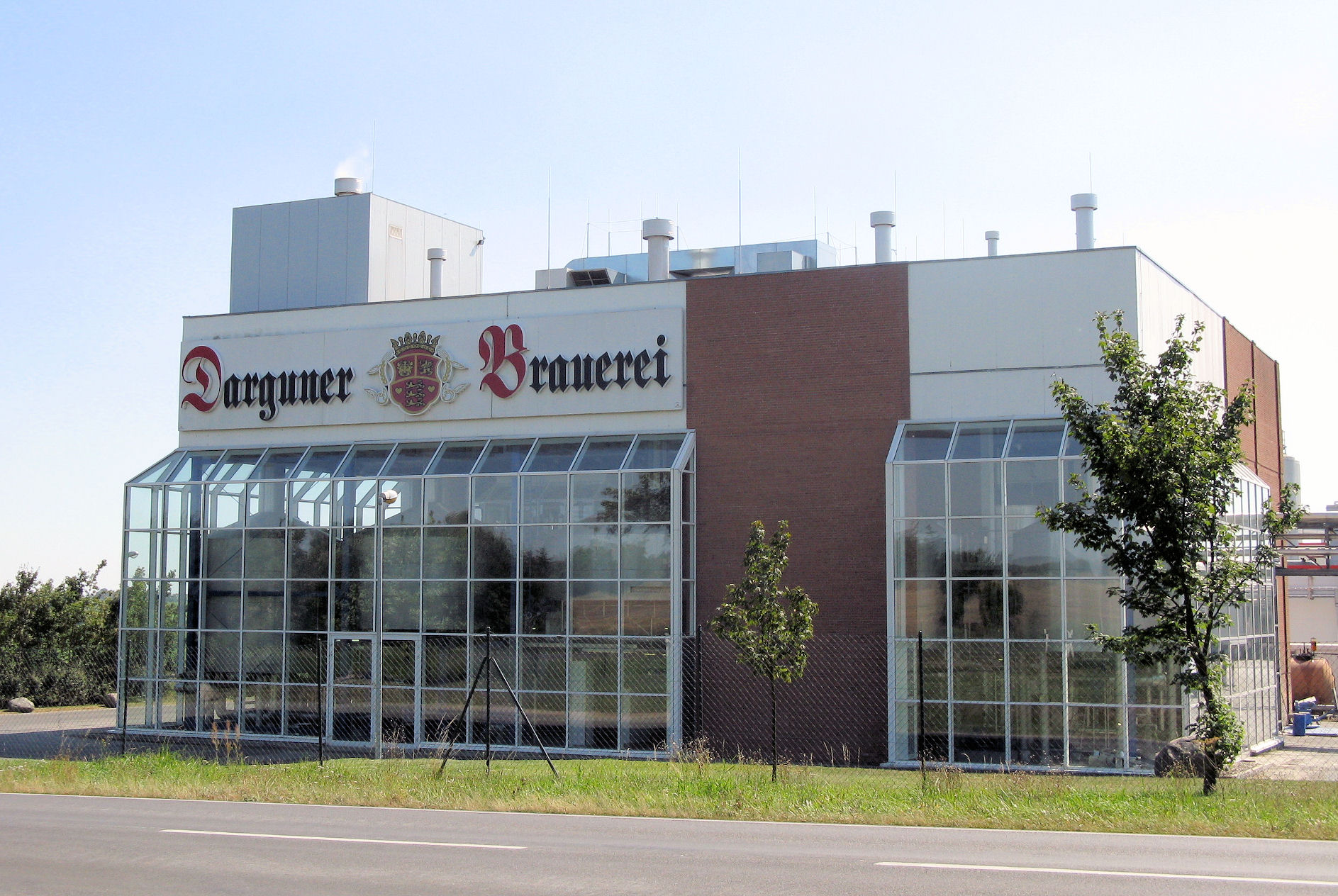
Brauerei

### Unternehmen
- Darguner Brauerei GmbH
- Zentralkäserei Mecklenburg-Vorpommern (ZMV)
- EcoNautic Systems GmbH (Maschinenbau)
- PED GmbH (Automatisierung, elektrotechnische Anlagenausrüstung)
- Klostervogt Hartwig (Kloster-Laden im ehemaligen Brauhaus der Kloster- und Schlossanlage Dargun)[24]

### Verkehr
Dargun liegt an der Bundesstraße 110 zwischen Gnoien und Demmin sowie an der Landesstraße 20 nach Malchin. Die nächstgelegenen Autobahnanschlussstellen sind Tessin und Bad Sülze an der A 20 zwischen Rostock und Neubrandenburg (jeweils etwa 25 km entfernt).
Dargun verfügt über keinen Eisenbahnanschluss. Der ehemalige Bahnhof Dargun steht an der Bahnstrecke Malchin–Dargun, die nach ihrer Stilllegung 1997 seit 2002 für Draisinenfahrten zur Verfügung steht. Der nächstgelegene Bahnhof ist Demmin in etwa 15 km Entfernung. Er wird von der Regional-Express-Linie RE 5 (Stralsund – Berlin-Südkreuz) bedient.

### Bildung
- Grundschule Dargun, Am Sportplatz 18
- Regionale Schule Dargun, Am Sportplatz 18

### Kirchen
- Klosterkirche Sankt Marien im Schloss
- Evangelische Pfarrkirche Dargun, Burgstraße 9
- Evangelisch-Freikirchliche Gemeinde (Baptisten), Schloßstraße 58
- Katholische Pfarrgemeinde mit Kapelle, Röcknitzstr. 15

### Sport
In Dargun gibt es drei Fußballvereine: SV Concordia 1919 Zarnekow, SV Traktor Dargun und Borussia Barlin.

## Persönlichkeiten

### Söhne und Töchter der Stadt
- Abraham Aaron (1744–1825), Medailleur
- Johann Friedrich Bahrdt (1789–1847), Schriftsteller
- Friedrich Liss (1795–1878), Jurist, Bürgermeister in Sülze
- Adolf Friedrich Störzel (1815–1889), Militärarzt
- Julius Sandtmann (1826–1883), Politiker (Deutsche Fortschrittspartei)
- Gottlieb von Both (1837–1906), mecklenburgischer Verwaltungs- und Hofbeamter
- Karl Buschmann, (* 2. November 1874 in Dargun), Vorsitzender des Sondergerichts Schwerin (1933–1945), ab 1934 Präsident des Landgericht Schwerin, ab März 1945 stellvertretender Vorsitzender Standgerichts des Reichsverteidigungsbezirkes Mecklenburg in Schwerin.
- Friedrich Karl Decker (1885–1951), Jurist, gewählter Bürgermeister 1921–1933 und von Mai bis Okt. 1945 (SPD), danach Amtsrichter in Dargun bis Okt. 1946
- Arnold Bernhard (1886–1944), Fabrikant, Vorsitzender der jüdischen Gemeinde in Rostock
- Willy Klitzing (1886–1947), Staatsbeamter (NSDAP)
- Käte Decker (1888–1965), Schriftstellerin
- Karl Pagel (1898–1974), geboren in Levin Werder, Historiker und Schriftsteller
- Hermann Schäfer (1900–1961), Politiker (SPD)
- Walter Bading (1920–2009), Politiker (LDPD), PGH-Vorsitzender in Dargun
- Karin Wiedemann (* 1948), Politikerin (CDU)
- Bernd Lange (1960–2024), Politiker (SPD)

### Mit Dargun verbundene Persönlichkeiten
- Jakob Baumann (um 1491–1562), letzter Abt des Zisterzienserklosters Dargun und erster evangelischer Pastor im Ort
- Samuel Starck (1649–1697), Pastor in Dargun
- Emil Lemcke (1870–1946), Amtsverwalter in Dargun
- Marie Hager (1872–1947), Malerin, lebte eine Zeitlang in Dargun
- Hans Werner Ohse (1898–1991), evangelisch-lutherischer Geistlicher, wuchs in Dargun auf
- Werner Krolikowski (1928–2016), Politiker (SED), lebte nach dem Zweiten Weltkrieg in Dargun